# Bases antárticas de España
España tiene dos bases estivales en la Antártida situadas en las islas Shetland del Sur. La base Juan Carlos I (1988-presente) está en la isla de isla Livingston y la base Gabriel de Castilla (1989-presente) está en la isla Decepción. También tiene un campamento temporal, llamado campamento Byers (2001-presente), en la península Byers de la isla Livingston.

## Funcionamiento
En estas bases se realizan numerosos y valiosos estudios científicos, tanto biológicos, como geológicos, climatológicos, etc. En el caso de la base Gabriel de Castilla, además se llevan a cabo  investigaciones militares. Solo funcionan durante el verano austral. 
El apoyo logístico y de mantenimiento lo ha venido realizando desde 1991 el buque de investigación oceanográfica Hespérides (A-33) apoyado por el BIO Las Palmas, ambos de la Armada española, hasta la retirada de este último de las misiones Antárticas, lugar que ha sido ocupado por el buque Oceanográfico "Sarmiento de Gamboa" hasta la construcción de buques diseñados específicamente para tal efecto.

## Base Antártica Juan Carlos I

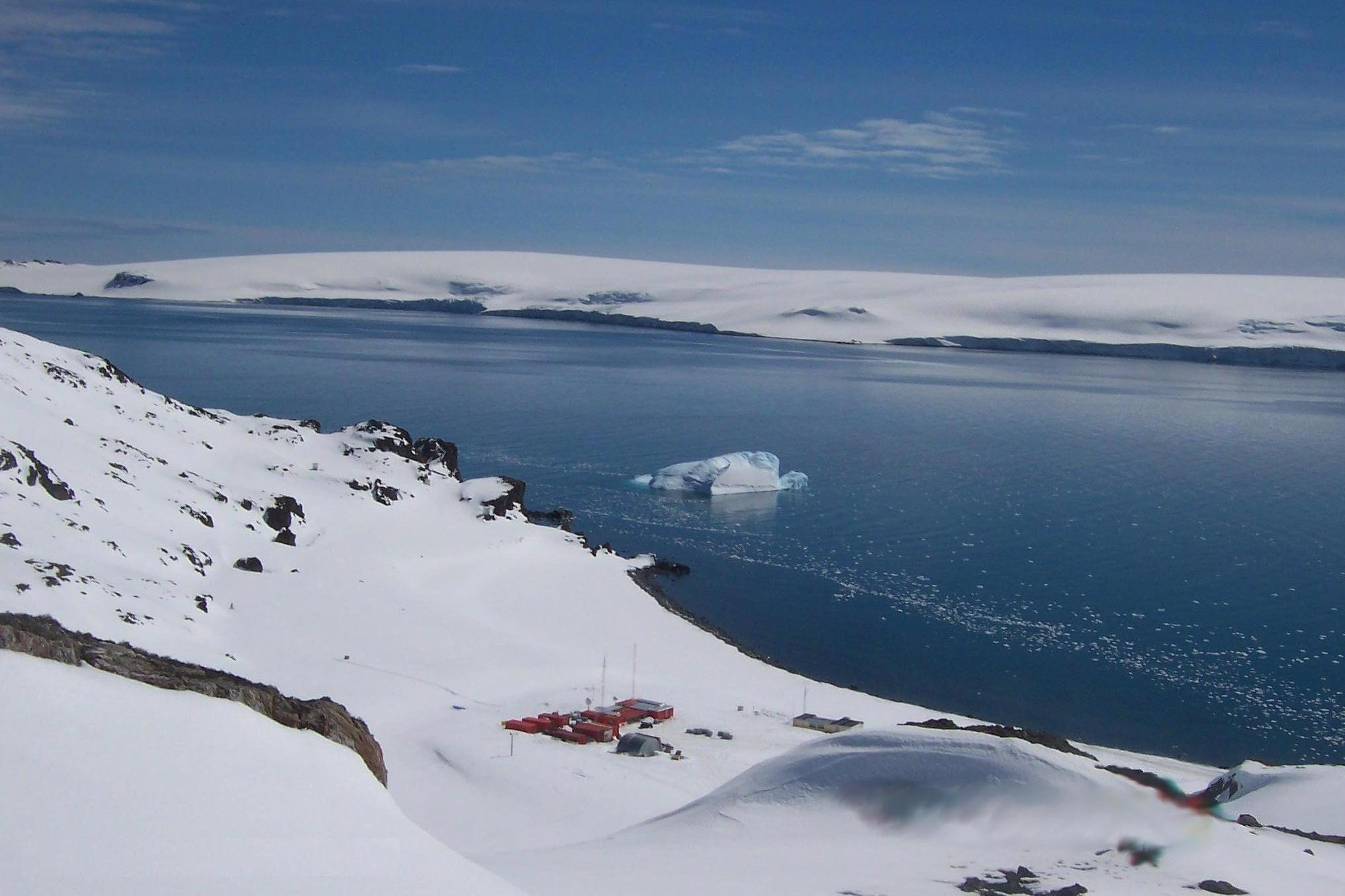
Base antártica española "Juan Carlos I" en 2008.

La primera que se abrió fue la Juan Carlos I en la península Hurd (delante de la bahía Sur) de la isla Livingston (62°39′46″S 60°23′20″O / -62.66278, -60.38889). Inaugurada en enero de 1988, está gestionada por el Ministerio de Ciencia e Innovación a través de la Unidad de Tecnología Marina del CSIC y basa sus actividades en los alrededores de la península Hurd, así como el establecimiento de un campamento temporal en la península Byers (Campamento Byers, de operación internacional). Funciona de noviembre a marzo.

### Campamento Byers

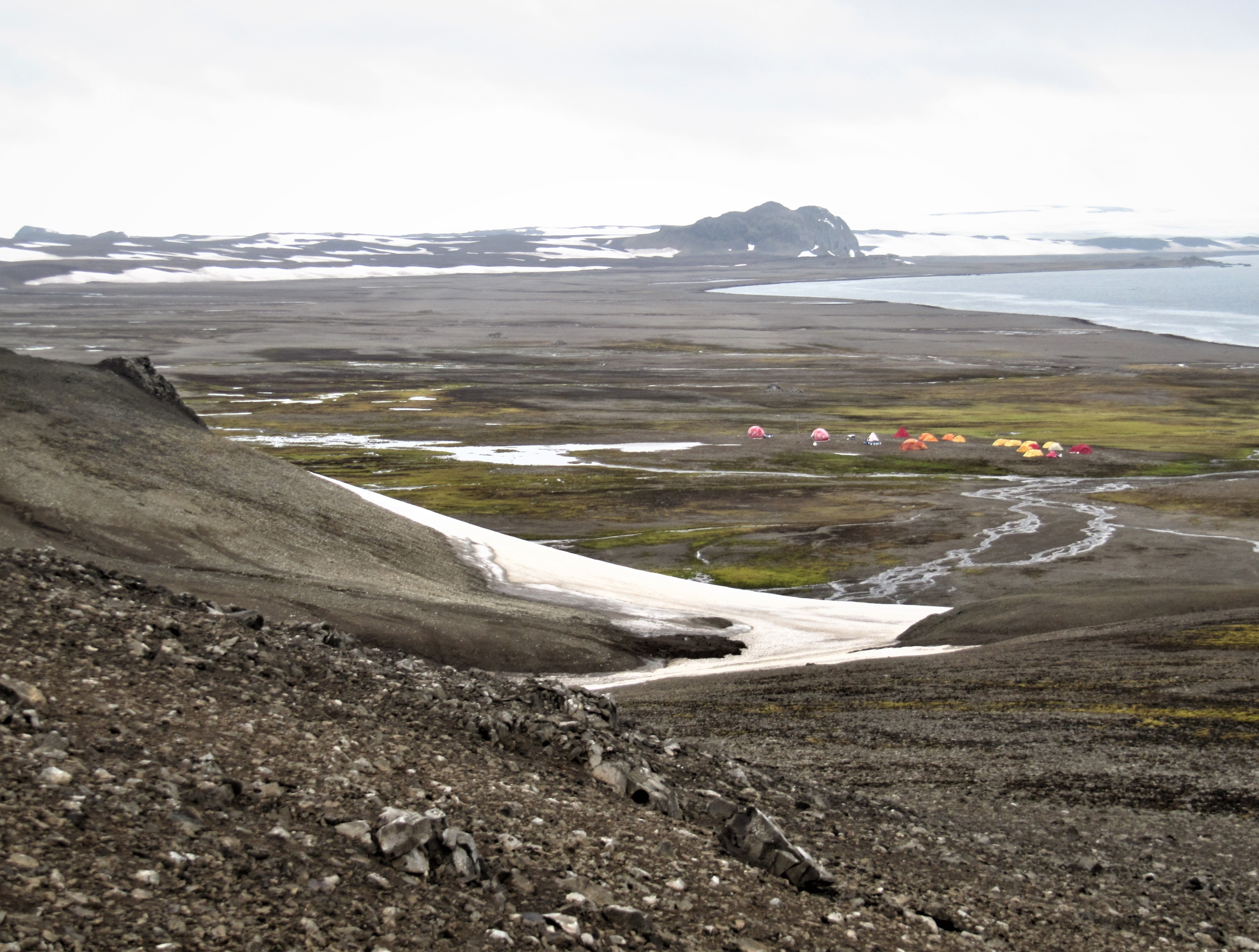
Campamento Byers en 2017.

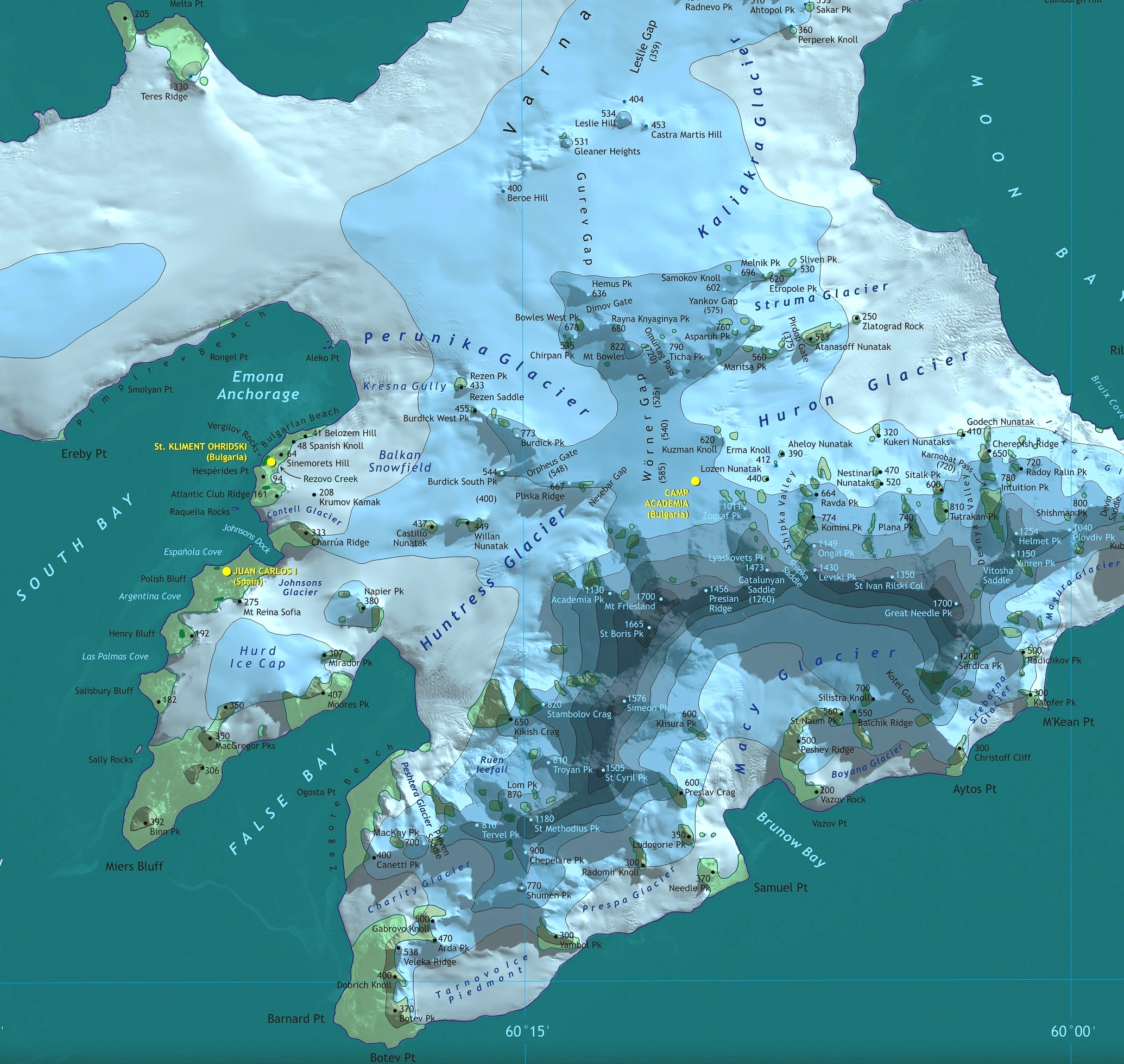
La región central de la Isla Livingston con las bases San Clemente de Ohrid, Juan Carlos I, y Campo Academia.

El Campamento internacional península Byers (abreviado como Campamento Byers) es un campamento y base estacional de carácter internacional, pero conservado en condiciones de operatividad por el personal de la base Juan Carlos I de España. Está ubicado en la península Byers de la isla Livingston, en las islas Shetland del Sur de la Antártida. Se instaló en el año 2001. Se utiliza durante los meses de noviembre a marzo.

## Base Antártica Gabriel de Castilla

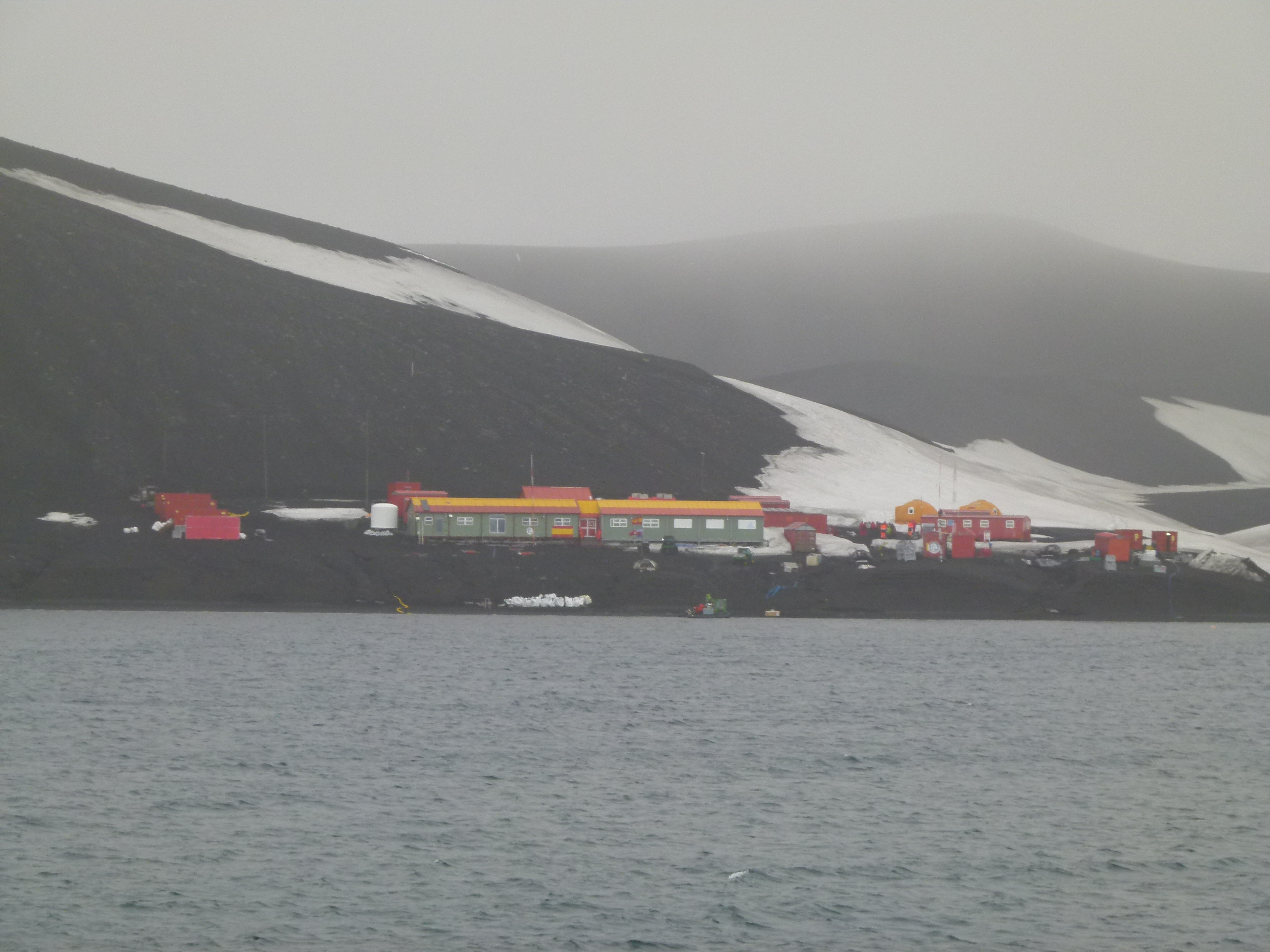
Base antártica española "Gabriel de Castilla" en 2013.

La segunda que se fundó, es la Gabriel de Castilla, gestionada por el Ejército de Tierra de España, y situada en la volcánica isla Decepción en la latitud 62°58′38″S 60°40′33″O / -62.97722, -60.67583. Fue inaugurada a finales de 1989 y principios de 1990. Actualmente, se están haciendo acampadas temporales dentro del mismo continente, para probar la resistencia de equipos. Funciona de noviembre a marzo.

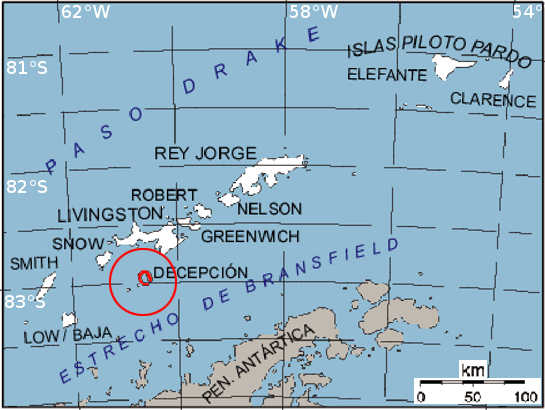
Isla de decepción, ubicación de la base Gabriel de Castilla.

## Objetivos
Los objetivos de las bases ahora mismo son cuatro:
- Mantener la presencia de España en el territorio antártico, en cumplimiento de los acuerdos suscritos por dicho país en el marco del Tratado Antártico y sus protocolos, velando por el estricto cumplimiento y respeto a la legislación internacional relativa a dicho continente.

- Mantener en adecuadas condiciones de empleo las instalaciones, material y equipo de la BAE GdC, posibilitando el desarrollo de los trabajos de investigación y experimentación en óptimas condiciones por el  personal asignado, y con el menor impacto medioambiental posible en la zona.

- Desarrollar proyectos de investigación y experimentación de interés para el Ejército de Tierra.

- Colaborar con el Ministerio de Economía en las labores de investigación científica realizadas en la Isla Decepción y en aquellos otros lugares del territorio antártico que se determinen.

## Mapa
- L.L. Ivanov. Antarctica: Livingston Island and Greenwich, Robert, Snow and Smith Islands. Scale 1:120000 topographic map. Troyan: Manfred Wörner Foundation, 2009. ISBN 978-954-92032-6-4 (en inglés)